# Присиан (Караш-Северин)
Присиан (рум. Prisian) насеље је у Румунији у округу Караш-Северин у општини Букин. Oпштина се налази на надморској висини од 227 m.

## Прошлост
Аустријски царски ревизор Ерлер је 1774. године констатовао да место "Пристијан" припада Тамишком округу, Карансебешког дистрикта. Становништво је било претежно влашко.

## Становништво
Према подацима из 2002. године у насељу је живело 441 становника, од којих су сви румунске националности.